# Свейнб'єрн Егілссон
Заголовок цієї статті — це ісландське ім'я, де Свейнб'єрн — особове ім'я, а Егілссон — ім'я по батькові. 
 Свейнб'єрн Егілссон (ісл. Sveinbjörn Egilsson; 24 лютого 1791 — 14 серпня 1852) — ісландський богослов, педагог, перекладач та поет, класик. Найвідоміший тим, що під час роботи в Рейкьявікській гімназії (Menntaskólinn í Reykjavík) перевів гомерівські твори «Одіссея» і «Іліада» на ісландську мову.

## Життєпис
Свейнб'ерн Егілссон народився у Внутрішньому Нярдвіку, Гюдльбрінгю. Він був сином маловідомого, але заможного фермера Егіла Свейбьярнансона. Свейнб'ерн був переданий на виховання Магнусу Стефенсену та навчений кількома різними вчителями. У 1810 році Свейнб'ерн закінчив навчання у Арні Хельгасон, а у 1814 році вступив на факультет теології Копенгагенського університету. У 1819 році отримав ступінь. Повернувшись до Ісландії, він почав працювати в Бессастадир, а потім, коли школа переїхала в Рейк'явік, став ректором. Був засновником Fornfræðafélagið (товариства дослідників старожитностей).
Коли в Гімназії почалися невдоволення серед студентів, Свейнб'ерн поїхав в Копенгаген, щоб заручитися підтримкою данського управління за освітою. Незважаючи на отримання необхідної підтримки, він покинув пост ректора у 1851 році, а через рік помер.

## Діяльність

### Переклади
Його основним заняттям було викладання давньогрецького. Під час своєї роботи в Гімназії він перевів платонівський «Менон», а також «Одіссею» та «Іліаду» Гомера на ісландську мову.
Як член Товариства Дослідників Древностей він перевів Ісландські саги на латинь, робота називалася Scripta historica Islandorum. Потім він склав словник ісландської скальдичної мови Lexicon Poëticum. Це послужило основою для подальшого вивчення древнеісландської поезії. Свейнб'ерн перевів Молодшу Едду на латинь та опублікував текст з роз'ясненнями та коментарями.
Коли він помер, робота по поетичному перекладу «Іліади» ще не була закінчена. Його син, Бенедикт Свейнб'ярнсон Грендал, закінчив переклад. Ці переклади досі єдині версії гомерівських творів на ісландському.

### Власні роботи
Свейнб'ерн написав ряд відомих ісландських віршів та гімнів, в тому числі різдвяну пісню Heims um ból.

## Інші джерела
- Gudmundson, Finnbogi (1969) Sveinbjörn Egilsson og Carl Christian Rafn (Odense Universitetes forlag)

| Прапор Ісландії | Це незавершена стаття про Ісландію. Ви можете допомогти проєкту, виправивши або дописавши її. |